# Artere digitale dorsale ale piciorului
Arterele digitale dorsale ale piciorului sunt artere mici care alimentează degetele de la picioare.